# Micrandra spruceana
Micrandra spruceana är en törelväxtart som först beskrevs av Henri Ernest Baillon, och fick sitt nu gällande namn av Richard Evans Schultes. Micrandra spruceana ingår i släktet Micrandra och familjen törelväxter. Inga underarter finns listade i Catalogue of Life.